# Disney Legends

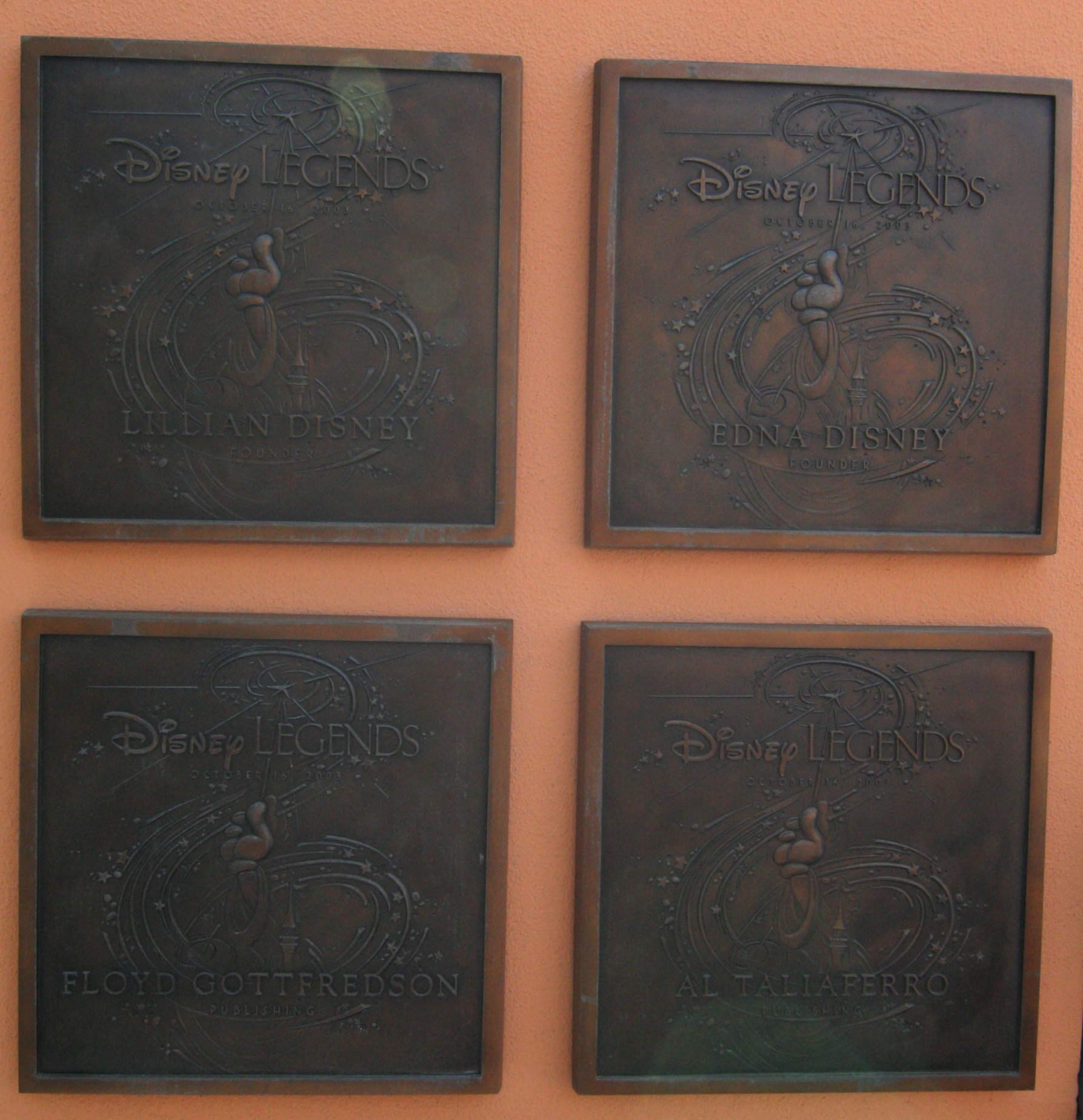
Tafeln für Lillian Disney, Edna Disney, Floyd Gottfredson und Al Taliaferro

Disney Legends (deutsch Disney-Legenden) ist eine Auszeichnung der Walt Disney Company, die erstmals 1987 verliehen wurde. Sie wird verliehen an Personen, die einen außerordentlichen Beitrag zu den Disney-Filmen geleistet haben, und wird jährlich im Rahmen einer besonderen Zeremonie ausgehändigt.
Die Preisträger werden von einem Auswahlkomitee vorgeschlagen, das aus langjährigen Disney-Verantwortlichen, Historikern und anderen Autoritäten besteht. Der Vorsitzende des Komitees war bis zu dessen Tod Walt Disneys Neffe Roy E. Disney (1930–2009).
Das Disney-Hauptquartier in Burbank, Kalifornien stellt auf einem Platz vor dem Michael D. Eisner Building für die Ausgezeichneten jeweils eine Bronzeplakette mit den Handabdrücken und der Unterschrift des Preisträgers auf (sofern der Preis an eine noch lebende Person vergeben wird). Die ausgezeichnete Person erhält eine Statue, die vom Künstler Andrea Favilli gestaltet wurde. Sie stellt den ausgestreckten Arm von Micky Maus mit einem funkensprühenden Zauberstab dar, in Anlehnung an die Figur des Zauberlehrlings im Film Fantasia (1940), in die Micky schlüpfte.

## Preisträger
(mit Angabe, für welchen Verdienst die Auszeichnung erfolgte. Die Links verweisen auf die entsprechende Disney-Legends-Seite)
In den Jahren 1988, 2010, 2012, 2014, 2016, 2018, 2020 und 2023 gab es keine Verleihung.

### 1987
- Fred MacMurray, Film

### 1989
- Les Clark, Animation (postum verliehen)
- Marc Davis, Animation & Imagineering
- Ub Iwerks, Animation & Imagineering (postum verliehen)
- Ollie Johnston, Animation
- Milt Kahl, Animation (postum verliehen)
- Ward Kimball, Animation & Imagineering
- Eric Larson, Animation (postum verliehen)
- John Lounsbery, Animation (postum verliehen)
- Wolfgang Reitherman, Animation (postum verliehen)
- Frank Thomas, Animation
  - Alle, außer Iwerks, waren Disney’s Nine Old Men.

### 1990
- Roger Broggie, Imagineering
- Joe Fowler, Attractions
- John Hench, Animation & Imagineering
- Richard Irvine, Imagineering (postum verliehen)
- Herb Ryman, Imagineering (postum verliehen)
- Richard M. Sherman, Music
- Robert B. Sherman, Music

### 1991
- Ken Anderson, Animation & Imagineering
- Julie Andrews, Film
- Carl Barks, Animation & Publishing
- Mary Blair, Animation & Imagineering (postum verliehen)
- Claude Coats, Animation & Imagineering
- Don DaGradi, Animation & Film
- Sterling Holloway, Animation
- Fess Parker, Film & Television
- Bill Walsh, Film & Television (postum verliehen)

### 1992
- Jimmie Dodd, Television (postum verliehen)
- Bill Evans, Imagineering
- Annette Funicello, Film & Television
- Joe Grant, Animation
- Jack Hannah, Animation
- Winston Hibler, Film (postum verliehen)
- Ken O’Connor, Animation & Imagineering
- Roy Williams, Animation & Television (postum verliehen)

### 1993
- Pinto Colvig, Animation – Voice (postum verliehen)
- Buddy Ebsen, Film & Television
- Peter Ellenshaw, Film
- Blaine Gibson, Animation & Imagineering
- Harper Goff, Film & Imagineering
- Irving Ludwig, Film
- Jimmy MacDonald, Animation – Voice (postum verliehen)
- Clarence Nash, Animation – Voice (postum verliehen)
- Donn Tatum, Administration
- E. Cardon Walker, Administration

### 1994
- Adriana Caselotti, Animation – Voice
- Bill Cottrell, Animation & Imagineering
- Marvin Davis, Film & Imagineering
- Van France, Attractions
- David Hand, Animation (postum verliehen)
- Jack Lindquist, Attractions
- Bill Martin, Imagineering
- Paul J. Smith, Music (postum verliehen)
- Frank Wells, Administration (postum verliehen)

### 1995
- Wally Boag, Attractions
- Fulton Burley, Attractions
- Dean Jones, Film
- Angela Lansbury, Film
- Edward Meck, Attractions (postum verliehen)
- Fred Moore, Animation (postum verliehen)
- Thurl Ravenscroft, Animation – Voice
- Wathel Rogers, Imagineering
- Betty Taylor, Attractions

### 1996
- Bob Allen, Attractions (postum verliehen)
- Rex Allen, Film & Television
- Xavier Atencio, Animation & Imagineering
- Betty Lou Gerson, Animation – Voice
- Bill Justice, Animation & Imagineering
- Sam McKim, Imagineering
- Bob Matheison, Attractions
- Bob Moore, Animation & Film
- Bill Peet, Animation – Story
- Joe Potter, Attractions (postum verliehen)

### 1997
- Lucien Ads, Music (postum verliehen)
- Angel Angelopoulos, Publishing (postum verliehen)
- Antonio Bertini, Character Merchandise
- Armand Bigle, Character Merchandise
- Poul Brahe Pederson, Publishing (postum verliehen)
- Gaudenzio Capelli, Publishing
- Roberto de Leonardis, Film (postum verliehen)
- Cyril Edgar, Film (postum verliehen)
- Wally Feignoux, Film (postum verliehen)
- Didier Fouret, Publishing (postum verliehen)
- Mario Gentilini, Publishing (postum verliehen)
- Cyril James, Film & Merchandise (postum verliehen)
- Horst Koblischek, Character Merchandise
- Gunnar Mansson, Character Merchandise
- Arnoldo Mondadori, Publishing (postum verliehen)
- Armand Palivoda, Film (postum verliehen)
- Andr Vanneste, Character Merchandise (postum verliehen)
- Paul Winkler, Character Merchandise (postum verliehen)

### 1998
- James Algar, Animation & Film (postum verliehen)[3]
- Buddy Baker, Music
- Kathryn Beaumont, Animation – Voice
- Virginia Davis, Animation
- Roy E. Disney, Film, Animation & Administration
- Don Escen, Administration
- Wilfred Jackson, Animation (postum verliehen)
- Glynis Johns, Film
- Kay Kamen, Character Merchandise (postum verliehen)
- N. Paul Kenworthy, Film
- Larry Lansburgh, Film & Television
- Hayley Mills, Film
- Al Milotte und Elma Milotte, Film (postum verliehen)
- Norman „Stormy“ Palmer, Film
- Lloyd Richardson, Film
- Kurt Russell, Film
- Ben Sharpsteen, Animation & Film (postum verliehen)
- Masatomo Takahashi, Administration
- Vladimir (Bill) Tytla, Animation (postum verliehen)
- Dick Van Dyke, Film
- Matsuo Yokoyama, Character Merchandise

### 1999
- Tim Allen, Television & Film
- Mary Costa, Animation – Voice
- Norm Ferguson, Animation (postum verliehen)
- William Garity, Film (postum verliehen)
- Yale Gracey, Animation & Imagineering (postum verliehen)
- Al Konetzni, Character Merchandise

### 2000
- Grace Bailey, Animation (postum verliehen)[4]
- Harriet Burns, Imagineering[5]
- Joyce Carlson, Animation & Imagineering[6]
- Ron Dominguez, Parks & Resorts[7]
- Cliff Edwards, Animation – Voice (postum verliehen)[8]
- Becky Fallberg, Animation[9]
- Dick Jones, Animation – Voice[10]
- Dodie Roberts, Animation[11]
- Retta Scott, Animation (postum verliehen)[12]
- Ruthie Tompson, Animation[13]

### 2001
- Howard Ashman, Music (postum verliehen)[14]
- Bob Broughton, Film[15]
- George Bruns, Music (postum verliehen)[16]
- Frank Churchill, Music (postum verliehen)[17]
- Leigh Harline, Music (postum verliehen)[18]
- Fred Joerger, Imagineering[19]
- Alan Menken, Music[20]
- Martin Sklar, Imagineering[21]
- Ned Washington, Music (postum verliehen)[22]
- Tyrus „Ty“ Wong, Animation[23]

### 2002
Zu Ehren der Eröffnung des Walt Disney Studios Park im Disneyland Resort Paris waren alle Ausgezeichneten des Jahres 2002 Europäer. Die Zeremonie fand im „Animation building“ am Eröffnungstag des Parks statt.
- Ken Annakin, Film[24]
- Hugh Attwooll, Film[25]
- Maurice Chevalier, Film (postum verliehen)[26]
- Phil Collins, Music[27]
- Sir John Mills, Film[28]
- Robert Newton, Film & Television (postum verliehen)[29]
- Sir Tim Rice, Music[30]
- Robert (Bob) Stevenson, Film (postum verliehen)[31]
- Richard Todd, Film & Television[32]
- David Tomlinson, Film (postum verliehen)

### 2003
Nach einem Streit zwischen Roy E. Disney und der Disney-Company, trat dieser von seinem Amt zurück und Robert A. Iger ersetzte ihn, zusammen mit Michael Eisner, als Präsentator der Auszeichnung.
- Neil Beckett, Merchandise (postum verliehen)[33]
- Tutti Camarata, Music[34]
- Edna Francis Disney (postum verliehen)[35]
- Lillian Disney (postum verliehen)[36]
- Orlando Ferrante, Imagineering[37]
- Richard Fleischer, Film[38]
- Floyd Gottfredson, Animation (postum verliehen)[39]
- Buddy Hackett, Film & Television[40]
- Harrison „Buzz“ Price, Research Economist[41]
- Alfred Taliaferro, Cartoonist (postum verliehen)[42]
- Ilene Woods, Music – Voice[43]

### 2004
- Bill Anderson, Film, Television & Administration (postum verliehen)[44]
- Tim Conway, Film[45]
- Rolly Crump, Imagineering[46]
- Alice Davis, Imagineering[47]
- Karen Dotrice, Film & Television[48]
- Matthew Garber, Film (postum verliehen)[49]
- Leonard H. Goldenson, Television (postum verliehen)[50]
- Bob Gurr, Imagineering[51]
- Ralph Kent, Imagineering & Attractions[52]
- Irwin Kostal, Music (postum verliehen)[53]
- Mel Shaw, Animation[54]

### 2005
Zu Ehren des 50. Jahrestages standen 2005 alle Geehrten in Verbindung entweder mit den Walt Disney Parks and Resorts und/oder Walt Disney Imagineering und fast alle haben auch eine Verbindung mit Disneyland. Roy E. Disney kehrte nach einer zweijährigen Pause zur Verkündung der Preisträger zurück.
- Chuck Abbott, Parks & Resorts (postum verliehen)[55]
- Milt Albright, Parks & Resorts[56]
- Hideo Amemiya, Parks & Resorts (postum verliehen)[57]
- Hideo Aramaki, Parks & Resorts (postum verliehen)[58]
- Charles Boyer, Parks & Resorts[59]
- Randy Bright, Imagineer (postum verliehen)[60]
- James Cora, Parks & Resorts[61]
- Robert Jani, Parks & Resorts (postum verliehen)[62]
- Mary Jones, Parks & Resorts[63]
- Art Linkletter, Parks & Resorts[64]
- Mary Anne Mang, Parks & Resorts[65]
- Steve Martin, Parks & Resorts[66]
- Tom Nabbe, Parks & Resorts[67]
- Jack Olsen, Parks & Resorts (postum verliehen)[68]
- Cicely Rigdon, Parks & Resorts[69]
- William Sullivan, Parks & Resorts[70]
- Jack Wagner, Parks & Resorts (postum verliehen)[71]
- Vesey Walker, Parks & Resorts (postum verliehen)[72]

### 2006
- Tim Considine, Television & Film[73]
- Kevin Corcoran, Television & Film[74]
- Al Dempster, Animation (postum verliehen)[75]
- Don Edgren, Imagineering[76]
- Paul Frees, Television, Film & Parks (postum verliehen)[77]
- Peter Jennings, Television (postum verliehen)[78]
- Elton John, Music[79]
- Jimmy Johnson, Music (postum verliehen)[80]
- Tommy Kirk, Television & Film[81]
- Joe Ranft, Animation (postum verliehen)[82]
- David Stollery, Television & Film[83]
- Ginny Tyler, Television & Film[84]

### 2007
- Dave Smith, Archives[85]
- Bob Schiffer, Film Production[86]
- Floyd Norman, Animation[87]
- Randy Newman, Music[88]
- Tom Murphy, Administration[89]
- Lucille Martin, Administration[90]
- Ron Logan, Parks and Resorts[91]
- Dick Huemer, Animation[92]
- Marge Champion, Animation[93]
- Carl Bongirno, Imagineering[94]
- Art Babbitt, Animation[95]
- Roone Arledge, Television[96]

### 2008
- Neil Gallagher, Imagineering[97]
- Frank Gifford, Television[98]
- Toshio Kagami, Parks and Resorts[99]
- Burny Mattinson, Animation[100]
- Walt Peregoy, Animation[101]
- Dorothea Redmond, Imagineering[102]
- Russi Taylor, Voice[103]
- Oliver Wallace, Music[104]
- Barbara Walters, Television[105]
- Bob Booth, Imagineering[106]
- Wayne Allwine, Voice[107]

### 2009
- Tony Anselmo, Animation (voice)
- Harry Archinal, Film
- Beatrice Arthur, Film & Television (postum)
- Bill Farmer, Animation (voice)
- Estelle Getty, Film & Television (postum)
- Don Iwerks, Film
- Rue McClanahan, Film & Television
- Leota Toombs Thomas, Attractions (postum)
- Betty White, Film & Television[108]
- Robin Williams, Film, Animation (voice)

### 2011
- Regis Philbin, Television
- Jim Henson, Film (postum)
- Jodi Benson, Animation (voice)
- Paige O’Hara, Animation (voice)
- Lea Salonga, Animation (voice)
- Linda Larkin, Animation (voice)
- Anika Noni Rose, Animation (voice)
- Jack Wrather, Parks & Resorts (postum)
- Bonita Wrather, Parks & Resorts (postum)
- Guy Williams, Television (postum)
- Bo Boyd, Consumer Products
- Raymond Watson, Administration[109]

### 2013
- Tony Baxter, Imagineering
- Collin Campbell, Imagineering (postum verliehen)
- Dick Clark, Television (postum verliehen)
- Billy Crystal, Film & Animation (voice)
- John Goodman, Film & Animation (voice)
- Steve Jobs, Animation (postum verliehen)
- Glen Keane, Animation
- Ed Wynn, Film & Animation (voice) (postum verliehen)

### 2015
- George Bodenheimer, Administration & Television
- Andreas Deja, Animation
- Johnny Depp, Film
- Eyvind Earle, Animation (postum verliehen)
- Danny Elfman, Music
- George Lucas, Film & Parks and Resorts
- Susan Lucci, Television
- Julie Reihm Casaletto, Parks and Resorts
- Carson Van Osten, Consumer Products[110]

### 2017
- Carrie Fisher, Film (postum verliehen)
- Clyde Geronimi, Animation (postum verliehen)
- Whoopi Goldberg, Film & Television
- Manuel Gonzales, Animation (postum verliehen)
- Mark Hamill, Film
- Wayne Jackson, Imagineering
- Jack Kirby, Publishing (postum verliehen)
- Stan Lee, Film & Publishing
- Garry Marshall, Film & Television (postum verliehen)
- Julie Taymor, Theatrical
- Oprah Winfrey, Film & Television[111][112][113]

### 2019
- James Earl Jones, Voice
- Christina Aguilera, Music, Television
- Jon Favreau, Film
- Wing T. Chao, Imagineering
- Ming-Na Wen, Television, Voice
- Diane Sawyer, Television
- Barnette Ricci, Parks & Resorts
- Robin Roberts, Television
- Hans Zimmer, Music
- Robert Downey Jr., Film
- Bette Midler, Film
- Kenny Ortega, Film, Television

### 2021
- Robert Price Foster, Administration (postum verliehen)

### 2022
- Patrick Dempsey, Film, Television
- Jonathan Groff, Film, Voice
- Chris Montan, Music
- Rob’t Coltrin, Imagineering
- Idina Menzel, Film, Voice
- Don Hahn, Animation, Film
- Doris Hardoon, Imagineering
- Kristen Bell, Film, Voice
- Josh Gad, Film, Voice
- Tracee Ellis Ross, Television
- Anthony Anderson, Television
- Chadwick Boseman, Film (postum verliehen)

### 2024
- Colleen Atwood, Costume Design
- Angela Bassett, Film, Television
- Martha Blanding, Parks & Resorts
- James L. Brooks, Television
- James Cameron, Film
- Jamie Lee Curtis, Film
- Miley Cyrus, Television, Music
- Steve Ditko, Publishing (postum verliehen)
- Harrison Ford, Film
- Mark Henn, Animation
- Frank Oz, Film, Television
- Kelly Ripa Television
- Joe Rohde, Imagineering
- John Williams, Music